# Believe (Dima Bilan-dal)
A Believe (magyarul: Hinni) című dal volt a 2008-as Eurovíziós Dalfesztivál győztes dala, melyet az orosz Gyima Bilan adott elő angol nyelven. Bilan 2006-ban is részt vett a versenyen, akkor a második helyen végzett.

## Az Eurovíziós Dalfesztivál
A dal a március 9-én rendezett orosz nemzeti döntőn nyerte el az indulás jogát.
A dal egy ballada, melyben az énekes a célok melletti kitartás fontosságát hangsúlyozza. Az előadásban közreműködött Jevgenyij Pljuscsenko olimpiai bajnok orosz műkorcsolyázó és Edvin Marton magyar hegedűművész.
A május 20-án rendezett első elődöntőben a fellépési sorrendben tizennyolcadikként adták elő, a román Nico és Vlad Pe-o margine de lume című dala után, és a görög Kalomira Secret Combination című dala előtt. A szavazás során százharmincöt pontot szerzett, mely a harmadik helyet érte a tizenkilenc fős mezőnyben, így továbbjutott a döntőbe.
A május 24-én rendezett döntőben a fellépési sorrendben huszonnegyedikként adták elő, a szerb Jelena Tomašević Oro című dala után, és a norvég Maria Haukaas Storeng Hold on be Strong című dala előtt. A szavazás során kétszázhetvenkettő pontot szerzett, mely az első helyet érte a huszonöt fős mezőnyben. Ez volt Oroszország első győzelme.
A következő orosz induló Anasztaszija Prihogyko Mamo című dala volt a 2009-es Eurovíziós Dalfesztiválon.
A következő győztes a norvég Alexander Rybak Fairytale című dala volt.

## Slágerlistás helyezések
| Slágerlisták (2007) | Lh.* |
| ------------------- | ---- |
| Svédország          | 28   |

*Lh. = Legjobb helyezés.

## Külső hivatkozások
- Dalszöveg
- A Believe című dal előadása a belgrádi döntőn. YouTube